# Godyris lora
Godyris lora är en fjärilsart som beskrevs av Otto Staudinger 1884. Godyris lora ingår i släktet Godyris och familjen praktfjärilar. Inga underarter finns listade i Catalogue of Life.